# مازراتی تیپو ۶۱
مازراتی تیپو ۶۱ (Maserati Tipo ۶۱) خودرویی است که در سال‌های ۱۹۵۹ تا ۱۹۶۱  توسط مازراتی تولید شده‌است. طراحی آن خودروهای موتور جلو-محور عقب بوده‌است. سیستم جعبه‌دندهٔ آن به صورت دستی است.